# Rolando de’ Rossi

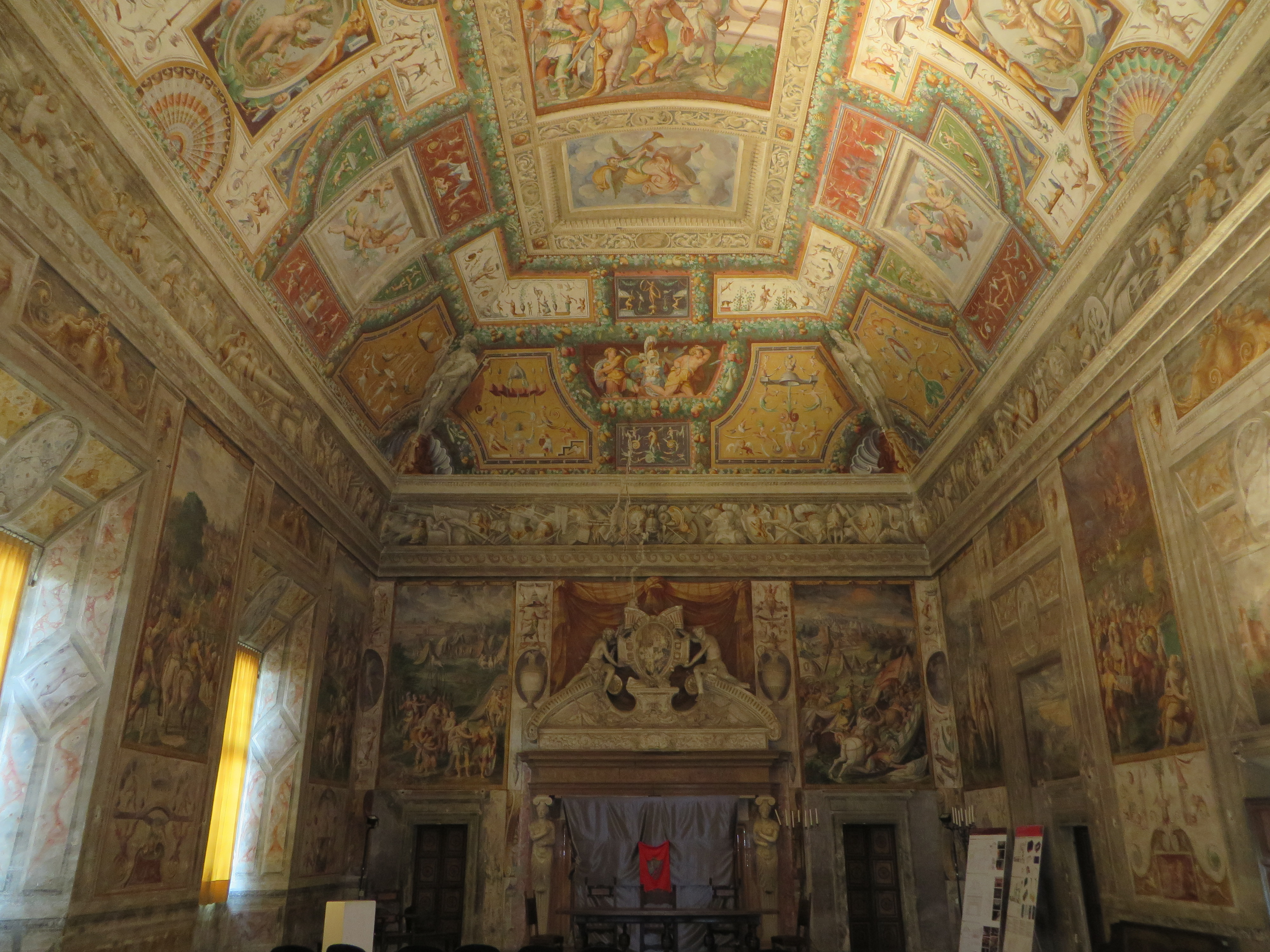
Sala della Gesta Rossiane in der Rocca dei Rossi in San Secondo Parmense: Zwei Episoden beziehen sich auf die Taten Rolando de’ Rossis.

Wappen der Rossis von Parma.

Rolando de’ Rossi (* um 1287 in Parma; † 13. August 1345 in Padua) war ein italienischer Condottiere und Podestà von Parma, Lucca, Cremona, Fidenza und Pontremoli.

## Biografie
Er war ein Sohn von Guglielmo de’ Rossi und Donella da Carrara aus Padua und begann wahrscheinlich schon in jungen Jahren mit dem Waffenhandwerk.
1317 war er Protagonist der Verschwörung, die die Bürger von Parma dazu brachte, Giberto III. Correggio aus der Stadt zu verjagen, während er 1322 als Kopf der guelfischen Partei die Jagd auf die Sanvitales initiierte.
1325 ging er nach Piacenza, um mit dem Kardinal Bertrand du Pouget zu konferieren, der ihn zum Kapitän-General machte und so die Stadt an die Spitze eines Heeres mit 3000 Rittern und 10.000 Fußsoldaten setzte, das den präzisen Auftrag hatte, die Stadt Borgo San Donnino unter Belagerung zu nehmen. Nachdem Rolando an Fiorenzuola vorbeigezogen war, zerstörte er das Castello di Parola und begann im Juni 1325 mit der Belagerung der Stadt. Aber die Operation schritt nur langsam voran und, nachdem er die umliegenden Ländereien verwüstet hatte, kehrte er im November desselben Jahres mit allen Ehren nach Parma zurück.
Als Kopf der guelfischen Partei brachte Rolando Parma auf die Seite des Papstes, aber der päpstliche Legat von Bologna traute Rolando nicht und wollte nach Parma ziehen, um die Rossis zu kontrollieren. Rolando, der die unangemessene Einmischung des Papsttum nicht mochte, nutzte den Niedergang Ludwigs des Bayern 1328 in Italien aus, um Parma auf die Seite der Ghibellinen zurückzubringen und es so der Kontrolle des Papstes Johannes XXII. zu entziehen.
Am 29. März 1329 wurde Rolando zum Oberhaupt der Stadtmiliz von Parma ernannt und wurde so zum eigentlichen Absolutherrscher, wobei er eine unentschiedene und opportunistische Haltung gegenüber der Kirche und dem Kaiserreich einnahm; so schritt er ein, als Pontremoli gegen den Kaiser rebellierte, und nahm die Stadt in Besitz.
Nachdem der Kaiser sich in einer finanziell schwachen Situation befand, näherte sich Rolando erneut der guelfischen Partei an und wurde von päpstlichen Legaten nach Bologna eingeladen, um sich über die Situation der Sanvitales und der Da Correggios zu unterhalten; er ging nach Bologna, ohne zu bemerken, dass die Einladung eine Falle war, und wurde schließlich gefangen genommen und in die Romagna verbracht.
1331 wurde er durch einen Gefangenenaustausch, bei dem im Gegenzug seine Brüder Marsilio und Pietro ins Gefängnis mussten, freigelassen und fand in Parma Johann von Böhmen, der ihm die Herrschaft über Borgo San Donnino, Pontremoli, Berceto und Brescello gewährte; Rolando schloss sich der Partei Johanns an, weil er dachte, er könne so die Herrschaft über Parma wiedererlangen, aber dies stellte sich als unglückliche Wahl heraus: Die D’Estes, die Scaliger, die Viscontis und die Gonzagas, alle im ghibellinischen Lager, bildeten 1332 die Lega di Castelbaldo gegen Johann von Böhmen; auf der guelfischen Seite befanden sich nur noch die Rossis und der päpstliche Legat.
Trotz eines anfänglichen Sieges in San Felice sul Panaro waren die Guelfen bald in Schwierigkeiten und Johann von Böhmen forderte 1333 die Unterzeichnung eines Waffenstillstandes in Peschiera del Garda. Nach den Bedingungen des Waffenstillstandes sollte Rolando und seinen Brüdern die Herrschaft über Parma verbleiben, aber in einer geheimen Übereinkunft der ghibellinischen Liga wurde Parma den Scaligern zugesprochen, während Borgo San Donnino von den Viscontis übernommen werden sollte.
1335, nachdem der böhmische König Italien verlassen hatte, machten sich die Truppen der Scaliger bereit, Parma zu besetzen, nachdem sie Colorno erobert hatten. Rolando, der sah, dass Widerstand zwecklos gewesen wäre, war gezwungen, Parma Mastino II. della Scala zu überlassen, während kurz darauf auch Borgo San Donnino, das von Marsilio verteidigt worden war, kapitulieren musste.
Am Hofe der Scaliger waren Rolando und seine Brüder Pietro und Marsilio 1336 gezwungen, nach einem Bann zu fliehen, der in Folge der Anklage wegen Verschwörung gegen Mastino II. della Scala verhängt wurde, die ihr bitterster Feind, Azzo da Correggio, vorgebracht hatte.
Die Gebrüder Rossi flohen nach Venedig, das sich in der Zwischenzeit mit Florenz gegen die Macht der Scaliger verbündet hatte. Rolando kämpfte zusammen mit den Florentinern um den Besitz der Stadt Lucca und unterstützte seinen Bruder Pietro, der zum Führer der venezianischen Truppen ernannt worden war; dennoch erreichten sie keine brillanten Resultate, da sie es nicht schafften, Lucca zu erobern, das im Jahr davor den Rossis von Mastino II. della Scala abgenommen worden war und von Azzo da Correggio verteidigt wurde.
Nach dem Tod der Brüder Pietro und Marsilio im Sommer 1337 erhielt Rolando das Kommando über die Truppen der gegen die Scaliger gerichteten Liga. Im neuen Operationsgebiet, dem Veneto, belagerte er Monselice und überfiel Siedlungen auf dem Gebiet von Vicenza, bis vor die Tore von Verona.
Nachdem er öfters als Sieger aus den Scharmützeln hervorging, ob 1337 oder 1338, zog er weiterhin mordend und brennend durch das Territorium der Scaliger, bis Mastino II. della Scala seine 2000 Ritter und 6000 Fußsoldaten starke Truppe gegen Montecchio Maggiore führte. Rolando griff sie an und zwang sie, nach Vicenza zu fliehen und das Lager der Gnade Rolandos zu überlassen.
Auch ohne direkten nennenswerten Frontalangriff zwang die Taktik Rolandos die Scaliger, um Frieden zu bitten, der am 24. Januar 1339 besiegelt wurde. Parma blieb den Scaligern, dennoch bekamen Rolando und die Rossis alle ihre Besitzungen, die aus 36 Burgen und 64 Einzelgebieten bestanden, zurück. Pontremoli allerdings erhielten die Viscontis. Es blieb beim Verbot für die Rossis, Parma zu betreten, aber für Rolando und seinen jüngeren Bruder ‚‚Andrea‘‘ wurde ein Jahresbetrag festgesetzt, den die Stadt Parma bezahlen musste.
Parma fiel 1341 an Azzo da Correggio und wurde ihm 1344 von Obizzo III. d’Este wieder abgenommen; dieser hob das Betretungsverbot dieser emilianischen Stadt für die Rossis wieder auf.
Rolando starb 1345 in Padua, ohne je wieder nach Parma gekommen zu sein. Er wurde in der Antoniusbasilika an der Seite seiner Brüder Pietro und Marsilio sowie seines Vaters Guglielmo begraben. Um 1370 wurden die sterblichen Überreste der Gebrüder Rossi und des Vaters Guglielmo ins Innere der Lupi-Kapelle in dieser Kirche umgebettet.
Den Taten Rolandos ließ Troilo II. de’ Rossi zwei Episoden in der Sala delle Gesta Rossiane in der Rocca dei Rossi in San Secondo Parmense widmen:
- Die Belagerung des von Azzo Visconti verteidigten Borgo San Donnino mit einer Streitmacht von 3000 Rittern und 10.000 Fußsoldaten, nachdem Rolando von Bertrand de Pouget, dem päpstlichen Legaten, als Generalkapitän eingesetzt worden war.
- Die Investitur Rolandos zusammen mit seinen Brüdern Pietro und Marsilio in den Lehen der Provinz Parma, die Kaiser Ludwig der Bayer 1332 in Gegenwart der Fürsten der Liga vornahm.

Mit dem Tod Rolandos zerstob der Traum der Rossis, eine dauerhafte Herrschaft über Parma zu installieren, definitiv, bedingt durch die Tatsache, dass sich keine gewinnbringenden Allianzen im Zuge der Bildung der verschiedenen Regionalstaaten in Italien finden ließen. Die Söhne von Rolando, Bertrando und Giacomo, fuhren mit dem Familienprojekt der Schaffung einer Herrschaft fort, aber in kleinerem Rahmen; der „Stato Rossiano“ (=Grafschaft San Secondo) entstand tatsächlich wenig später im Jahre 1365.

## Verwandte
Mit seiner Gattin, Agnese di Bonaccorso Ruggeri, Erbin des Lehens Felino, hatte Rolando sechs Kinder; von fünf kennt man die Namen:
- Bertrando Senior (?–1345), von dessen Sohn Bertrando Junior die Rossis von San Secondo abstammen.
- Maddalena, die 1328 Francesco della Scala, den unehelichen Sohn von Cangrande I. della Scala, heiratete.
- Antonio (?–1388)
- Costanza, die Arrigo Castracani, den Sohn von Castruccio Castracani, des Fürsten von Lucca, heiratete.
- Giacomo, der 1365 von seinem Onkel Ugolino das Territorium von San Secondo kaufte, dessen erster Graf er wurde.